# Etapa de Campo Grande de 2010 (Fórmula Truck)
A Etapa de Campo Grande foi a quarta corrida da temporada 2010 da Fórmula Truck. O vencedor foi o paranaense Wellington Cirino.

## Corrida
| Pos | Nº  | Piloto            | Equipe        | Voltas | Tempo/Aband. | Grid | Pontos1 | Fonte       |
| --- | --- | ----------------- | ------------- | ------ | ------------ | ---- | ------- | ----------- |
| 1   | 6   | Wellington Cirino | Mercedes-Benz | 23     | 1:01:46.318  | 4    |         | [ 2 ] [ 3 ] |
| 2   | 2   | Valmir Benavides  | Volkswagen    | 23     | +1.039       | 3    |         | [ 3 ]       |
| 3   | 4   | Felipe Giaffone   | Volkswagen    | 23     | +1.199       | 9    |         | [ 3 ]       |
| 4   | 55  | Paulo Salustiano  | Volvo         | 23     | +2.300       | 5    |         | [ 3 ]       |
| 5   | 88  | André Marques     | Scania        | 23     | +4.850       | 7    |         | [ 3 ]       |
| 6   | 20  | Pedro Muffato     | Scania        | 23     | +5.041       | 22   |         | [ 3 ]       |
| 7   | 88  | Beto Monteiro     | Iveco         | 23     | +5.418       | 11   |         | [ 3 ]       |
| 8   | 23  | Adalberto Jardim  | Volvo         | 23     | +6.054       | 10   |         | [ 3 ]       |
| 9   | 3   | Geraldo Piquet    | Mercedes-Benz | 23     | +6.376       | 12   |         | [ 3 ]       |
| 10  | 56  | Danilo Dirani     | Ford          | 23     | +7.160       | 8    |         | [ 3 ]       |
| 11  | 11  | Diumar Bueno      | Volvo         | 23     | +7.814       | 15   |         | [ 3 ]       |
| 12  | 46  | Anderson Toso     | Ford          | 23     | +8.725       | 19   |         | [ 3 ]       |
| 13  | 21  | José Cangueiro    | Mercedes-Benz | 23     | +8.958       | 20   |         | [ 3 ]       |
| 14  | 7   | Debora Rodrigues  | Volkswagen    | 21     | motor        | 17   |         | [ 3 ]       |
| 15  | 73  | Leandro Totti     | Mercedes-Benz | 20     | motor        | 6    |         | [ 3 ]       |
| Ret | 8   | Renato Martins    | Volkswagen    | 17     | motor        | 14   |         | [ 3 ]       |
| Ret | 10  | Vignaldo Fizio    | Ford          | 14     | motor        | 18   |         | [ 3 ]       |
| Ret | 51  | Leandro Reis      | Scania        | 13     | motor        | 1    |         | [ 3 ]       |
| Ret | 100 | Roberval Andrade  | Scania        | 12     | motor        | 2    |         | [ 3 ]       |
| Ret | 12  | José Maria Reis   | Scania        | 10     | motor        | 21   |         | [ 3 ]       |
| Ret | 21  | Fabiano Brito     | Ford          | 7      | motor        | 23   |         | [ 3 ]       |
| Ret | 14  | João Maistro      | Volvo         | 5      | motor        | 16   |         | [ 3 ]       |
| Ret | 8   | Bruno Junqueira   | Ford          | 5      | motor        | 24   |         | [ 3 ]       |
| Ret | 10  | Cristiano da Mata | Iveco         | 1      | motor        | 13   |         | [ 3 ]       |

- Nota 1:  De acordo com o regulamento da temporada, são distribuídos pontos para os cinco primeiros que cruzarem a linha de chegada na 12º volta e para os 14 que cruzarem na ultima volta.